# 2566 Kirgizia
A 2566 Kirgizia (ideiglenes jelöléssel 1979 FR2) a Naprendszer kisbolygóövében található aszteroida. Nyikolaj Sztyepanovics Csernih fedezte fel 1979. március 29-én.